# فخ الطاقة (فلم)
فخ الطاقة (بالإنجليزية: Power Trip) هو فيلم وثائقي أخرجه بول ديفلين، وفيه يوثق أزمة الكهرباء في جمهورية جورجيا بعد وقت قصير من سقوط الاتحاد السوفييتي. وصور الفيلم الفوضى والاضطرابات التي حدثت في العاصمة تبليسي، كذلك الفساد الموجود في أعلى المناصب في الحكومة وحالة الشعب الجورجي في كفاحه من اجل الحصول على الكهرباء.
رشح الفيلم لعدة جوائز وحاز على جائزة من مهرجان برلين الدولي ومهرجان هوت دوكس في تورونتو ومهرجان فلوريدا السينمائي.

## وصلات خارجية
- مقالات تستعمل روابط فنية بلا صلة مع ويكي بيانات